# めんこい仔馬
「めんこい仔馬」（めんこいこうま）は、1940年（昭和15年）12月にコロムビアレコードから発売された童謡。発売当初の表記は「めんこい子馬」。

## 解説
作詞はサトウハチロー、作曲は仁木他喜雄。歌は二葉あき子、高橋祐子。陸軍省選定・東宝映画「馬」の主題歌として作られたのだが、劇中では使われず、国民歌謡として、1941年（昭和16年）1月17日から松原操の歌で放送された。馴染みやすい歌詞と、軽快なメロディでヒットした。
戦後も戦時色のある部分が改変され、広く親しまれた。スタジオジブリの劇場映画『火垂るの墓』（1988年）、及び『ちびまる子ちゃん』の劇場映画『わたしの好きな歌』（1992年）両作中で使用され、そのためか現在でもよく知られている（後者作品においては、戦後の歌詞ではなく戦前の歌詞が使用されたうえ、作中まる子の父のひろしにより替え歌が薬屋に置き換えた下品な歌詞も登場しれている）。
作曲の仁木他喜雄は1958年没のため当時の著作権法に従い、2008年末をもって著作権保護が終了した。作詞のサトウハチローは1973年没のため、2043年末まで著作権が有効である。
1990年9月には、仁木が現在の滝川市東滝川町周辺にて少年期を過ごした事に因み東滝川駅の駅前広場に本曲の歌詞を記した記念碑「仁木他喜雄顕彰歌碑」が建立されており、碑名部分は森繁久彌・歌詞部分は二葉あき子が揮毫を行った。